# Arthur Bodanzky
Arthur Bodanzky, född 16 december 1877 i Wien, död 23 november 1939 i New York, var en österrikisk dirigent.
Bodanzky var en av de mest karaktäristiska personerna i kretsen kring Gustav Mahler, vars assistent han var 1903. Han blev särskilt betydelsefull som Wagnerdirigent. År 1909 blev Bodanzky 1:e hovkapellmästare och dirigent för symfonikonserterna i Mannheim. År 1915  efterträdde han Alfred Hertz som dirigent vid Metropolitan Opera i New York.